# José de la Torre (attore)
Josè de la Torre (Montilla, 20 aprile 1987 – Montilla, 5 dicembre 2024) è stato un attore spagnolo noto per il ruolo di Ivan nella serie tv spagnola Toy Boy.

## Biografia
José de la Torre si è laureato presso la famosa università privata di arte drammatica di Montilla, la Escuela Superior de Arte Dramático "Antonio Banderas", che è stata inaugurata dal grande attore internazionale. Poi ha studiato teatro a Madrid. Dopo aver completato gli studi, ha inizialmente lavorato esclusivamente in teatro, in varie produzioni spagnole, come Lunas Viejas di Elena Santos, e Cuento de Navidad, diretto da Cristina Garcia Pinto e Pablo García. Un'altra performance decisamente importante dell'attore è stata Chicago di Celia Dolci, con la quale ha lavorato anche a Paisaje Con Argonautas. Come attore ha esordito nel 2017 recitando non accreditato nella serie televisiva Servir y proteger. Nel 2019 ha poi recitato nel ruolo di Ivan nella serie Toy Boy. José de la Torre è morto il 5 dicembre 2024.

## Filmografia
- Servir y proteger – serie TV, 9 episodi (2017) non accreditato
- Toy Boy – serie TV, 21 episodi (2019-2021)
- Vis a vis - L'Oasis (Vis a vis: El Oasis) – serie TV, 2 episodi (2020)
- Amare per sempre (Amar en tiempos revueltos) – serie TV, 4 episodi (2020)[3]